# Видаль, Хуан Франсиско де
Хуан Франсиско де Видаль Ла Ос (исп. Juan Francisco de Vidal La Hoz; 2 апреля 1800, Лима, — 23 сентября 1863, там же) — перуанский военный и политический деятель. Будучи сторонником независимости, принимал активное участие в Войне за независимость Перу, в дальнейшем участвовал в становлении молодой республики. Занимал пост президента Перу в течение краткого периода в 1842—1843 годах.